# Ендрю Брайтбарт
Ендрю Брайтбарт (англ. Andrew Breitbart, ˈbraɪtbɑrt; 1 лютого 1969 – 1 березня 2012) — американський видавець, коментатор для Washington Times, письменник, та частий гість на різних передечах, редактор вебсайту Drudge Report. Працював дослідником для Аріани Хафінгтон, допомагав їй запустити The Huffington Post.
Також він мав власний сайт з агрегатором новин, Breitbart.com, та ще п'ять сайтів: Breitbart.tv, BigHollywood.com, BigGovernment.com, BigJournalism.com, та BigPeace.com.